# Сан Донато а Тори (Фиренца)
Сан Донато а Тори је насеље у Италији у округу Фиренца, региону Тоскана.
Према процени из 2011. у насељу је живело 19 становника. Насеље се налази на надморској висини од 107 м.